# Срем (Болгарія)
Срем (болг. Срем) — село в Хасковській області Болгарії. Входить до складу общини Тополовград.

## Населення
За даними перепису населення 2011 року у селі проживали 459 осіб.
Національний склад населення села:
| Національність   | Кількість осіб | Відсоток |
| ---------------- | -------------- | -------- |
| болгари          | 409            | 92,7%    |
| цигани           | 27             | 6,1%     |
| турки            | 4              | 0,9%     |
| Всього відповіли | 441            |          |

Розподіл населення за віком у 2011 році:
Динаміка населення: